# Holy Trinity University

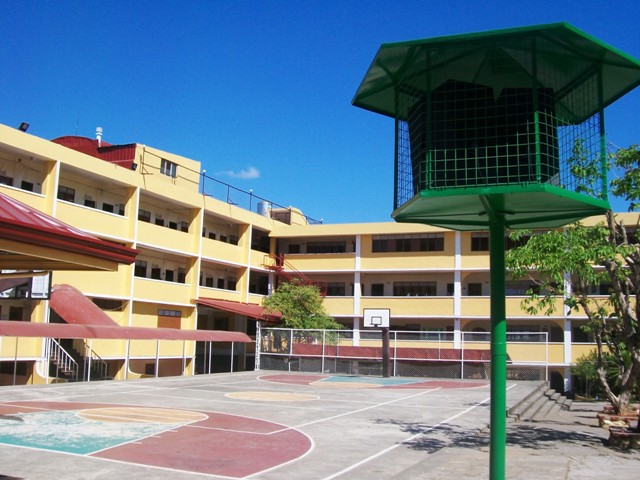
St Catherine Bldg - Holy Trinity University

Die Holy Trinity University (HTU) (Tagalog: Pamantasang Holy Trinity) ist eine kirchliche Universität in Puerto Princesa in der philippinischen Provinz Palawan. Sie wurde 1940 von den Dominikanischen Schwestern der Hl. Katharina von Siena gegründet.

## Studienprogramme
- Basic Education Department
- College of Business and Accountancy
- College of Tourism & Hospitality Management
- College of Nursing & Health Sciences
- College of Engineering
- College of Public Safety
- College of Education, Arts and Sciences
- College of Information & Communication Technology
- Post Graduate
- Master of Engineering (in Zusammenarbeit mit der Universität von San Carlos)

## Weitere Hochschulen in Puerto Princesa
- Palawan State University
- Western Philippines University